# Nucleasa microcócica
La Nucleasa microcócica EC 3.1.31.1, es una endo-exonucleasa que actúa preferentemente sobre ácidos nucleicos de cadena simple produciendo mononucleótidos y oligonucleótidos 3' fosfato. La tasa de escisión de esta enzima es 30 veces mayor cuando actúa sobre el extremo 5' de una adenina o timina, que cuando lo hace sobre una guanina o citosina. La enzima tiene también actividad frente al ARN y al ADN de doble cadena, por lo que cualquier secuencia finalmente termina siendo degradada.

## Sinonimia
Otros nombres por los cuales se conoce a esta enzima son  nucleasa de micrococo, nucleasa S7, MNasa, endonucleasa de bazo , termonucleasa, nucleasa T, endonucleasa microcócica, nucleasa estafilocócica, fosfodiesterasa de bazo, nucleasa de Staphylococcus aureus, nucleasa B de Staphylococcus aureus, ribonucleato (desoxinucleato) 3'-nucleótidohidrolasa

## Características
Esta enzima tiene un peso molecular de 16,9 KDa, es estrictamente dependiente de Ca2+
 y su pH óptimo varía de acuerdo a la concentración de Ca2+
, por lo que resulta fácilmente inactivada por el agente acomplejante EGTA.

## Fuente
Esta enzima es la nucleasa extracelular de Staphylococcus aureus. Dos cepas, V8 y Foggi producen enzimas prácticamente idénticas. Una fuente común de producción es una cepa recombinante de Escherichia coli que posee el gen de la nucleasa de estafilococo.

## Estructura
La estructura tridimensional de la nuclesa microcócica (que por entonces se conocía como nucleasa estafilocócica) fue resuelta en 1969, en forma muy temprana en la historia de la cristalografía por rayos X de proteínas, siendo depositada en el Protein Data Bank con el número de archivo 1SNS (ahora obsoleto). Estructuras más recientes de alta resolución se encuentran disponibles para la forma ap con el código PDB 1SNO 
, y para la forma inhibida unida a difosfato de timidina con los códigos PDB 3H6M
```
o 
PDB
 
1SNC
```

.
Como se observa en el diagrama de cinta más arriba, la molécula de esta nucleasa posee 3 alfa hélices y una lámina beta con forma de barril formada por cinco cadenas, en un arreglo conocido como plegamiento OB (por oligonucleótide-binding, es decir fijador de oligonucleótidos en inglés), según la clasificación de la base de datos Structural Classification of Proteins (SCOP).

## Aplicaciones
- Hidrólisis de ácidos nucleicos en extractos celulares crudos.
- Secuenciación de ARN.
- Preparación de lisado de reticulocitos de conejo.
- Estudios en la estructura de la cromatina.
- Remoción de ácidos nucleicos de preparados de proteínas en laboratorio, para permitir estudios de plegamiento proteico y relaciones de estructura-función.
- Investigación sobre los mecanismos del plegamiento proteico.